# Empoli Football Club 1975-1976
Questa voce raccoglie le informazioni riguardanti l'Empoli Football Club nelle competizioni ufficiali della stagione 1975-1976.

## Rosa
| N. |                   | Ruolo | Calciatore          |
| -- | ----------------- | ----- | ------------------- |
|    | Italia (bandiera) | A     | Sergio Biliotti     |
|    | Italia (bandiera) | A     | Antonio Bonaldi     |
|    | Italia (bandiera) | D     | Mario Calosi        |
|    | Italia (bandiera) | C     | Carlo Cappotti      |
|    | Italia (bandiera) | D     | Giorgio Casarotto   |
|    | Italia (bandiera) | A     | Giuseppe Corbellini |
|    | Italia (bandiera) | A     | Bruno Dalmo         |
|    | Italia (bandiera) | C     | Ettore Donati (II)  |
|    | Italia (bandiera) | C     | Silvio Fantozzi     |
|    | Italia (bandiera) | C     | Giuliano Farinelli  |
|    | Italia (bandiera) | C     | Roberto Franzon     |

| N. |                   | Ruolo | Calciatore          |
| -- | ----------------- | ----- | ------------------- |
|    | Italia (bandiera) | C     | Alberto Gamba       |
|    | Italia (bandiera) | C     | Giuliano Giani      |
|    | Italia (bandiera) | D     | Maurizio Londi      |
|    | Italia (bandiera) | A     | Egidio Malpeli      |
|    | Italia (bandiera) | P     | Maurizio Mori       |
|    | Italia (bandiera) | C     | Tiberio Palla       |
|    | Italia (bandiera) | D     | Mauro Saccoccio     |
|    | Italia (bandiera) | D     | Roberto Scarpellini |
|    | Italia (bandiera) | P     | Oriano Testa        |
|    | Italia (bandiera) | D     | Benito Zanutto      |